# Shining (szwedzki zespół muzyczny)
Shining – szwedzka grupa muzyczna wykonująca black metal.
Powstała w 1996 roku w Halmstad. Do 2011 roku ukazało się siedem albumów studyjnych formacji pozytywnie ocenianych zarówno przez publiczność jak i krytyków muzycznych. W twórczości Shining dominują odniesienia do takich zagadnień jak: śmierć, cierpienie, samobójstwo czy depresja. Podczas koncertów muzycy prezentują charakterystyczny rodzaj ekspresji włączając corpse paint oraz samookaleczenia.
W 2009 roku lider zespołu Niklas Kvarforth założył wytwórnię muzyczną Katastrophy Records. Dystrybucja wydawnictw firmy została powierzona włoskiej Avantgarde Music, która współpracowała z Shining w początkowym okresie działalności.

## Historia
Grupa powstała w 1996 roku w Halmstad z inicjatywy Niklasa Kvarfortha. W 1998 roku ukazał się pierwszy minialbum zespołu pt. Submit to Selfdestruction. W 2000 roku nakładem Selbstmord Services ukazał się debiutancki album Shining pt. I – Within Deep Dark Chambers. 21 czerwca 2001 roku ukazał się drugi album zespołu pt. II – Livets Ändhållplats. W 2001 roku do zespołu dołączył perkusista Jan Axel "Hellhammer" Blomberg znany z występów w Mayhem. Muzyk zastąpił na tym stanowisku Wedebranda. 7 października 2002 roku nakładem wytwórni muzycznej Avantgarde Music ukazał się trzeci album grupy pt. III – Angst, Självdestruktivitetens Emissarie. Zimą 2004 roku muzycy zaanonsowali wydanie kolejnego albumu, jednakże termin premiery uległ opóźnieniu. 20 lutego 2005 roku został wydany czwarty album formacji pt. IV – The Eerie Cold. Tego samego roku nowym perkusistą grupy został Ludvig Witt, który występował m.in. w  Spiritual Beggars.
Na przełomie marca i kwietnia 2006 roku zespół odbył europejską trasę koncertową. Następnie w Radio Halland Studio muzycy rozpoczęli prace nad kolejnym albumem. Podczas sesji nagraniowej muzycy współpracowali z producentem muzycznym Rickardem Bengtssonem. 3 lutego 2007 roku w Diezel w Halmstad grupa zarejestrowała koncert na planowane wydawnictwo DVD zartytułowane Fy Fan För Livet!. Występ wywołał liczne kontrowersje, szwedzkie czasopismo Aftonbladet napisało m.in. o samookaleczeniu lidera Niklasa Kvarfortha. Następnie formację opuścił basista Johan Hallander. Obowiązki basisty objął ponownie Phil A. Cirone. Z kolei 18 kwietnia nakładem Osmose Productions ukazał się piąty album grupy pt. V – Halmstad. Natomiast w Stanach Zjednoczonych płyta została wydana 26 czerwca nakładem The End Records. Latem Witt odszedł z grupy, a zastąpił go Jarle "Uruz" Byberg znany z zespołu Vulture Lord.
W grudniu 2007 roku zespół odbył europejską trasę koncertową Skitiv i Hellsaw. Na początku 2008 roku Shining opuścił basista Phil A. Cirone. Miesiąc później perkusista Byberg także opuścił grupę. Stanowisko perkusisty objął Rickard Schill z formacji Spawn of Possession. Natomiast 28 kwietnia w The Slaughterhouse Studio zespół rozpoczął nagrania szóstego albumu. W lipcu w Stanach Zjednoczonych w jednym z kalifornijskich kin został wyemitowany film dokumentalny Black Metal Satanica w którym znalazł się wywiad z grupą Shining. Premierę szóstego albumu studyjnego o roboczym tytule Tillbaka På Ruta Ett wyznaczono początkowo na koniec 2008 roku. 2 grudnia nakładem Temple of Darkness Records ukazał się split Shining / Den Saakaldte.
Na przełomie lutego i marca 2009 roku zespół odbył krótką europejską trasę koncertową z towarzyszeniem Koldbrann i Sarkom. 30 czerwca został wydany szósty album grupy ostatecznie zatytułowany VI – Klagopsalmer. Wydawnictwo poprzedziły dwa utwory "Vilseledda Barnasjälars Hemvist" i "Plågoande O'Helga Plågoande" udostępnione bezpłatnie od odsłuchania w formie digital stream na oficjalnym profilu MySpace Shining. W grudniu tego samego roku zespół wziął udział w europejskiej trasie koncertowej Satyricon. Ponadto w tournée wzięły udział grupy Negură Bunget oraz Dark Fortress. W styczniu 2010 roku zespół wystąpił w ramach amerykańskiej trasy koncertowej Evangelia Amerika poprzedzając grupy Septicflesh i Behemoth. Wkrótce potem z zespołu odszedł basista Andreas Larssen. Muzyk opuścił formacją aby skupić się na studiach.
W marcu muzycy odbyli europejską trasę koncertową. Premiera siódmego albumu formacji zatytułowanego VII – Född Förlorare została zaplanowana na przełom marca i kwietnia 2010 roku. Wydawnictwo ostatecznie nie ukazało się gdyż nagrania nie zostały zmiksowane pomimo opłacenia inżyniera dźwięku. Według oświadczenia wystosowanego przez lidera Shining – Niklasa Kvarfortha płyta zostanie wydana, jednakże nie została ujawniona nowa data premiery. Gościnnie w nagraniach VII – Född Förlorare wzięli udział Erik Danielsson z formacji Watain oraz Peter Bjargo z grupy Arcana. Wydawnictwo ostatecznie ukazało się 25 maja 2011 roku.

## Muzycy
| Obecny skład zespołu - Niklas Kvarforth – wokal prowadzący, instrumenty klawiszowe, gitara, gitara basowa (od 1996) - Peter Huss – gitara (od 2005) - Jarle "Uruz" Byberg – perkusja (2007-2008, od 2016) - Euge Valovirta – gitara, wokal wspierający (od 2012) - Marcus Hammarström – gitara basowa (od 2016) Muzycy koncertowi - Josh Perrin – gitara basowa (2009) - Lauri Hämäläinen – gitara basowa (2015) | Byli członkowie zespołu - Joel Lindholm – gitara basowa - Ted "Impaler" Wedebrand – perkusja (1998-2001) - Robert – wokal prowadzący (1998) - Andreas Classen – wokal prowadzący (1999-2000) - Tusk – gitara basowa (2000-2001) - Phil A. Cirone – gitara basowa, instrumenty klawiszowe (2001-2005, 2007-2008) - Jan Axel "Hellhammer" Blomberg – perkusja (2001-2004) - Håkan "Inisis" Ollars – gitara, instrumenty klawiszowe (2002) - Johan Hallander – gitara basowa (2005-2007) - Ludwig Witt – perkusja (2005-2007, 2011-2012) - John Doe – gitara (2005-2006) - Casado – gitara (2005-2006) - Fredric "Wredhe" Gråby – gitara (2006-2011) - Larsen – gitara basowa (2008-2010) - Richard "Rick" Schill – perkusja (2008-2010) - Christian Larsson – gitara basowa (2010-2016) - Sebastiaan Bats – gitara (2011) - Rainer Tuomikanto – perkusja (2012-2016) |

## Dyskografia
| Albumy studyjne - I – Within Deep Dark Chambers (2000) - II – Livets Ändhållplats (2001) - III – Angst, Självdestruktivitetens Emissarie (2002) - IV – The Eerie Cold (2005) - V – Halmstad (2007) - VI – Klagopsalmer (2009) - VII – Född Förlorare (2011) - VIII – Redefining darkness (2012) - 8 ½ – Feberdrömmar i vaket tillstånd (2013) - IX – Everyone, Everything, Everywhere, Ends (2015) - X – Varg Utan Flock (2018) - Oppression MMXVIII (2020) | Minialbumy - Submit to Selfdestruction (1998) Splity - Dolorian / Shining (2003) - The Sinister Alliance (2007, split z Mrok i Funeral Dirge) - Shining / Den Saakaldte (2008) Kompilacje - Through Years of Oppression (2004) - The Darkroom Sessions (2004) |

## Teledyski
| Tytuł                     | Rok  | Reżyseria                           | Album                                       | Źródło |
| ------------------------- | ---- | ----------------------------------- | ------------------------------------------- | ------ |
| "Förtvivlan, Min Arvedel" | 2011 | Martin Strandberg, Niklas Kvarforth | VII – Född Förlorare                        | [ 37 ] |
| "Tillsammans Är Vi Allt"  | 2012 | Martin Strandberg, Niklas Kvarforth | VII – Född Förlorare                        | [ 38 ] |
| "Vilja & dröm"            | 2015 | Martin Strandberg                   | IX – Everyone, Everything, Everywhere, Ends | [ 39 ] |

## Nagrody i wyróżnienia
| Rok  | Kategoria                  | Tytułem              | Nagroda                 | Uwagi      | Źródło |
| ---- | -------------------------- | -------------------- | ----------------------- | ---------- | ------ |
| 2006 | The Best Black Metal Album | IV: The Eerie Cold   | Metal Storm Awards 2005 | 3 miejsce  | [ 40 ] |
| 2008 | The Best Black Metal Album | V – Halmstad         | Metal Storm Awards 2007 | 3 miejsce  | [ 41 ] |
| 2010 | The Best Black Metal Album | VI – Klagopsalmer    | Metal Storm Awards 2009 | 5 miejsce  | [ 42 ] |
| 2012 | The Best Black Metal Album | VII – Född Förlorare | Metal Storm Awards 2011 | 14 miejsce | [ 43 ] |
| 2013 | The Best Black Metal Album | Redefining Darkness  | Metal Storm Awards 2012 | 12 miejsce | [ 44 ] |